# Tormenta tropical Debby (1994)
La tormenta tropical Debby fue la cuarta tormenta nombrada de la temporada de 1994. Debby sólo estuvo activa dos días, alcanzado su máximo de intensidad con vientos de 110 km/h antes de desaparecer el 11 de septiembre. A pesar de su corta duración, las fuertes lluvias y vientos cuasaron nueve muertos.

## Historia meteorológica

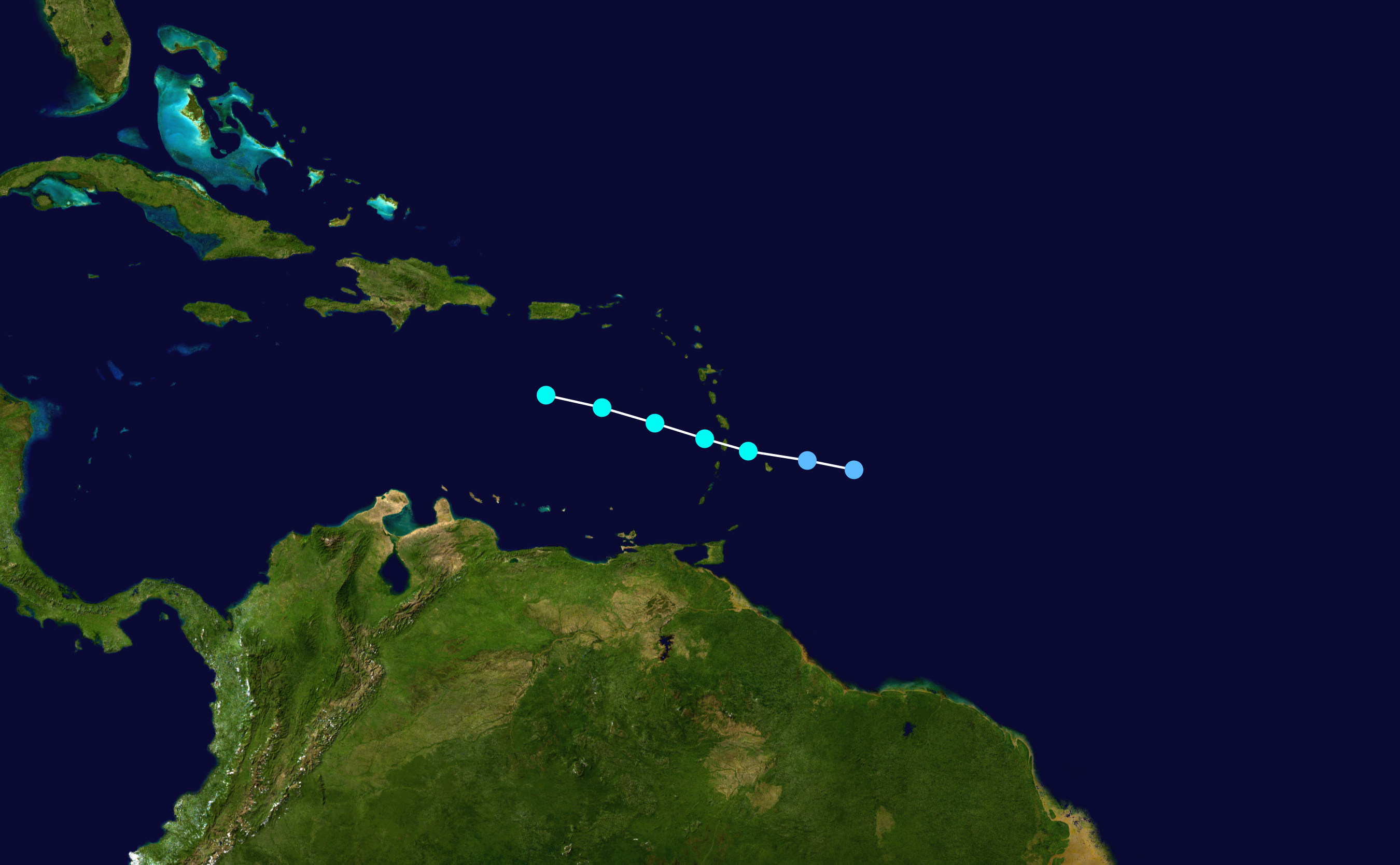
Trayectoria de la tormenta.

Una onda tropical se alejó de la costa de África el 4 de septiembre y se trasladó a través del Atlántico sin desarrollárse. A medida que la perturbación se trasladó hacia el oeste, la aeronave cazahuracanes que volaba en la tormenta informó de vientos de entre 60 mph (97 km/h) a 70 mph (113 km/h). Los datos de los aviones, los datos de satélite y los informes del buque indicaron que los disturbios se habían organizado en la tormenta tropical Debby el 9 de septiembre. En el análisis posterior a la tormenta, los funcionarios del Centro Nacional de Huracanes revelaron que 18 horas antes de que se llamara Debby, la tormenta ya había alcanzado nivel de depresión tropical.
Debby se trasladó hacia el oeste, donde se encontró con fuerte cizalladura del viento que impidió que la tormenta se fortaleciera. El 10 de septiembre, los vientos de Debby fluctuaban a su paso por las Islas de Sotavento. Al día siguiente, la cada vez más fuerte cizalladura del viento interrumpe la circulación de la tormenta y a las 0200 UTC, la circulación era identificable, causando que Debby se degraara a una onda tropical. Sin embargo, los restos de Debby continuaron hacia el oeste, provocando fuertes lluvias y vientos en la Española y el resto del Caribe antes de disiparse sobre México el 15 de septiembre.

## Preparativos
Funcionarios emitieron advertencias de tormenta tropical a partir de Puerto Rico hasta la República Dominicana y un aviso de tormenta tropical para Jamaica. Debido a la proximidad de Debby a las Islas de Sotavento, se esperaban fuertes lluvias para las Islas Vírgenes y Puerto Rico. Después de que la tormenta golpeó las Islas de Sotavento se disipó, los meteorólogos pronosticaron que los remanentes de Debby podían dar un giro hacia el norte y entrar el Atlántico, o continuar hacia el oeste y entrar en el estrecho de Florida.

## Impacto
Debby produjo fuertes lluvias en Martinica con totales superiores a 183,8 mm y vientos superiores a 145 km/h (90 mph). En la República Dominicana, una estación meteorológica informó de vientos superiores a 100 km/h (62 mph) aunque Debby habías sido degradada a una onda tropical.
En Santa Lucía, las fuertes lluvias de Debby causaron varios deslizamientos de tierra que mataron a cuatro personas e hirieron a más de 600. Los deslizamientos de tierra bloquearon las principales carreteras y cerraron el aeropuerto y se informó de inundaciones en Anse La Raye. En Martinica, cerca de 200.000 personas se quedaron sin electricidad y hubo daños moderados a los árboles. Los vientos de Debby dañaron gran parte de los cultivos de banano en Santa Lucía y Martinica. Debby causó daños en la costa que ascendieron a 50.000 dólares (1994 USD), en Puerto Rico y en alta mar dejó un ferry varado. Los restos de Debby también causaron inundaciones aisladas en la República Dominicana. Hubo tres muertes (todas debido a electrocuciones).
En total, Debby mató a nueve personas y dejó dos desaparecidos. Cinco fueron dadas por desaparecidas y más de un centenar de personas quedaron sin hogar. El total de los daños causados por Debby fue de $230 millones (1994  USD, $294 millones 2005 USD).

### Nombre sin retirar
Debido a que los daños no fueron extremos, el nombre Debby no fue retirado y volvió a ser utilizado en la temporada del 2000.